# Wilhelm Raith
Gerhard Wilhelm Raith (* 3. Juli 1932 in Flöha; † 30. August 2020 in Berlin) war ein deutscher Experimentalphysiker (Atomphysik).

## Leben
Raith studierte ab 1951 Physik an der TU Berlin, wurde 1957 Diplom-Ingenieur und 1962 promoviert (Zur Messung von Spin-Polarisation von Elektronenstrahlen). Zuletzt war er dort wissenschaftlicher Assistent. 1963 ging er als Research Associate an die Yale University zu Vernon Hughes, an der er 1965 Lecturer, 1966 Assistant Professor und 1970 Associate Professor wurde. 1969 und 1971 war er gleichzeitig Berater am Joint Institute for Laboratory Astrophysics (JILA) in Boulder. 1972 wurde er ordentlicher Professor für Experimentalphysik an der Universität Bielefeld. 1976 bis 1978 war er Dekan der Physik-Fakultät und 1983 bis 1990 Prorektor für Forschung und wissenschaftlichen Nachwuchs. 1997 wurde er emeritiert. 1998 bis 2005 war er freier Mitarbeiter am Max-Born-Institut für Nichtlineare Optik und Kurzzeitspektroskopie in Berlin-Adlershof.
Er befasste sich mit Streuung spinpolarisierter Elektronen und Positronen an verschiedenen Targets, auch in tiefinelastischer Streuung an Protonen und an Rydberg-Atomen.
Er war ab 1987 Mitarbeiter und ab 1992 einer der Herausgeber des Lehrbuchs der Experimentalphysik von Bergmann-Schaefer (Band 4 bis 8).
Er war 1982 bis 1984 Gründungssprecher des SFB 216 (Polarisation und Korrelation in atomaren Stoßkomplexen).
1983 bis 1986 war er Leiter des Fachausschusses Atomphysik bei der Deutschen Physikalischen Gesellschaft.
Wilhelm Raith ruht in einer Gemeinschaftsgrabanlage auf dem Friedhof Zehlendorf. 

## Schriften
- mit R. L. Long, V. W. Hughes: Polarized Electrons from a Polarized Atomic Beam, Phys. Rev. Lett., Band 15, 1965, S. 1–4
- mit B. Donnally, R. Becker: Spin Polarization of Electrons Ejected in Collisional Ionization of Fast, Polarized Metastable Deuterium Atoms, Phys. Rev. Lett., Band 20, 1968, S. 575–578
- mit M. S. Lubell: Polarization Effect in Photoionization of Cesium, Phys. Rev. Lett., Band 23, 1969, S. 211–214
- mit G. Baum, M. S. Lubell: Spin-Orbit Perturbation in Heavy Alkali Atoms, Phys. Rev. Lett., Band  25, 1970, S. 267–270
- mit J. E. Land: Fine Structure of {\displaystyle O_{2}}- Measured by Electron Time-of-Flight Spectroscopy, Phys. Rev. Lett., Band 30, 1973, S. 193–195
- mit P. S. Cooper, C. K. Sinclair u. a.: Polarized Electron-Electron Scattering at GeV Energies, Phys. Rev. Lett., Band 34, 1975, S. 1589–1592
- mit E. Kisker, G. Baum, A. H. Mahan, K.Schröder: Conduction-Band Tunneling and Electron-Spin Polarization in Field Emission from Magnetically Ordered Europium Sulfide on Tungsten, Phys. Rev. Lett., Band 36, 1976, S. 982–985
- mit M. J. Alguard, P. A. Souder u. a.: Elastic Scattering of Polarized Electrons by Polarized Protons, Phys. Rev. Lett., Band 37, 1976, S. 1258–1261
- mit M. J. Alguard, P. A. Souder u. a.: Deep Inelastic Scattering of Polarized Electrons by Polarized Protons, Phys. Rev. Lett., Band 37, 1976, S. 1261–1265
- mit M. J. Alguard, M. E. Zeller u. a.: Deep-Inelastic e-p Asymmetry Measurements and Comparison with the Bjorken Sum Rule and Models of Proton Spin Structure, Phys. Rev. Lett., Band 41, 1978, S. 70–73
- mit P. S. Cooper, K. Kondo u. a.: Experimental Test of Special Relativity from a High-Energy Electron g-2 Measurement, Phys.Rev.Lett., Band 42, 1979, S. 1386–1389
- mit P. R. Koch, H.Hieronymus, A. F. J. van Raan: Direct Observation of the Interaction between Rydberg Atoms and Blackbody Radiation, Phys. Lett. A, Band 75, 1980, S. 273–275
- Streuexperimente mit hochangeregten Atomen, Forschungsberichte des Landes Nordrhein-Westfalen, Westdeutscher Verlag 1980
- mit G. Baum, V. Hughes, P. A. Souder u. a.: Measurements of Asymmetry in Spin-Dependent e-p Resonance Region Scattering, Phys. Rev. Lett., Band 45, 1980, S.  2000–2003
- mit G. D. Fletcher, V. Hughes, P. F. Wainwright, F. C. Tang u. a.: Measurement of Spin-Exchange Effects in Electron-Hydrogen Collisions: 90° Elastic Scattering from 4 to 30 eV, Phys. Rev. Lett., Band 48, 1982, S. 1671–1674
- mit G. Baum M. Werlen u. a.: New Measurement of Deep-Inelastic e-p Asymmetries, Phys. Rev. Lett., Band 51, 1983, S. 1135–1138
- mit G. Baum, M. Moede, U. Sillmen: Measurement of Spin Dependence in Low-Energy Elastic Scattering of Electrons from Lithium Atoms, Phys. Rev. Lett., Band 57, 1986, S. 1855–1858
- mit D. Fromme, G. Kruse, G. Sinapius: Partial-Cross-Section Measurements for Ionization of Helium by Positron Impact, Phys. Rev. Lett., Band 57, 1986, S. 3031–3034
- mit K. Floeder u. a.: Differential Elastic Scattering of Positrons from Argon at Low Energies, Phys. Rev. Lett., Band 23, 1988, S. 2363–2366
- mit G. Spicher, B. Olsson, G. Sinapius, W. Sperber: Ionization of Atomic Hydrogen by Positron Impact, Phys. Rev. Lett., Band 64, 1990, S. 1019–1022
- mit W. Sperber u. a.: Measurement of Positronium Formation in Positron Collisions with Hydrogen Atoms, Phys. Rev. Lett., Band 68, 1992, S. 3690–3693
- mit G. Baum u. a.: Spin-Asymmetries for Triple-Differential Electron-Impact Ionization of Lithium at 54.4 eV,  Phys. Rev. Lett., Band 69, 1992, S. 3037–3040
- mit T. Falke, M. Weber: Observation of Structure in Differential Transfer Ionization of Argon Atoms by Positrons, Phys. Rev. Lett., Band 75, 1995, S. 3418–3421
- mit G. Baum u. a.: Spin Asymmetries in Low-Energy Electron Scattering from Cesium Atoms, Phys. Rev. Lett., Band 82, 1999, S. 1128–1131